# Stefan Hormuth

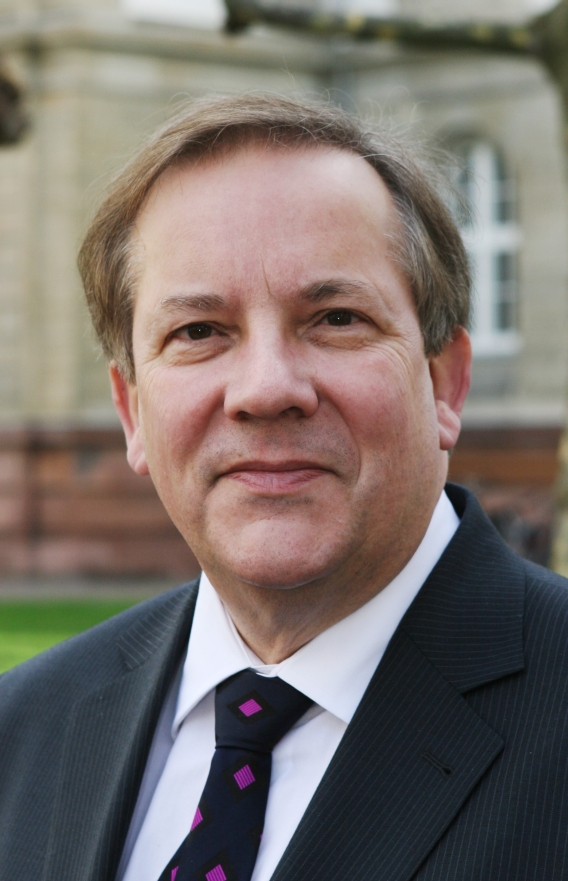
Stefan Hormuth im Jahr 2007

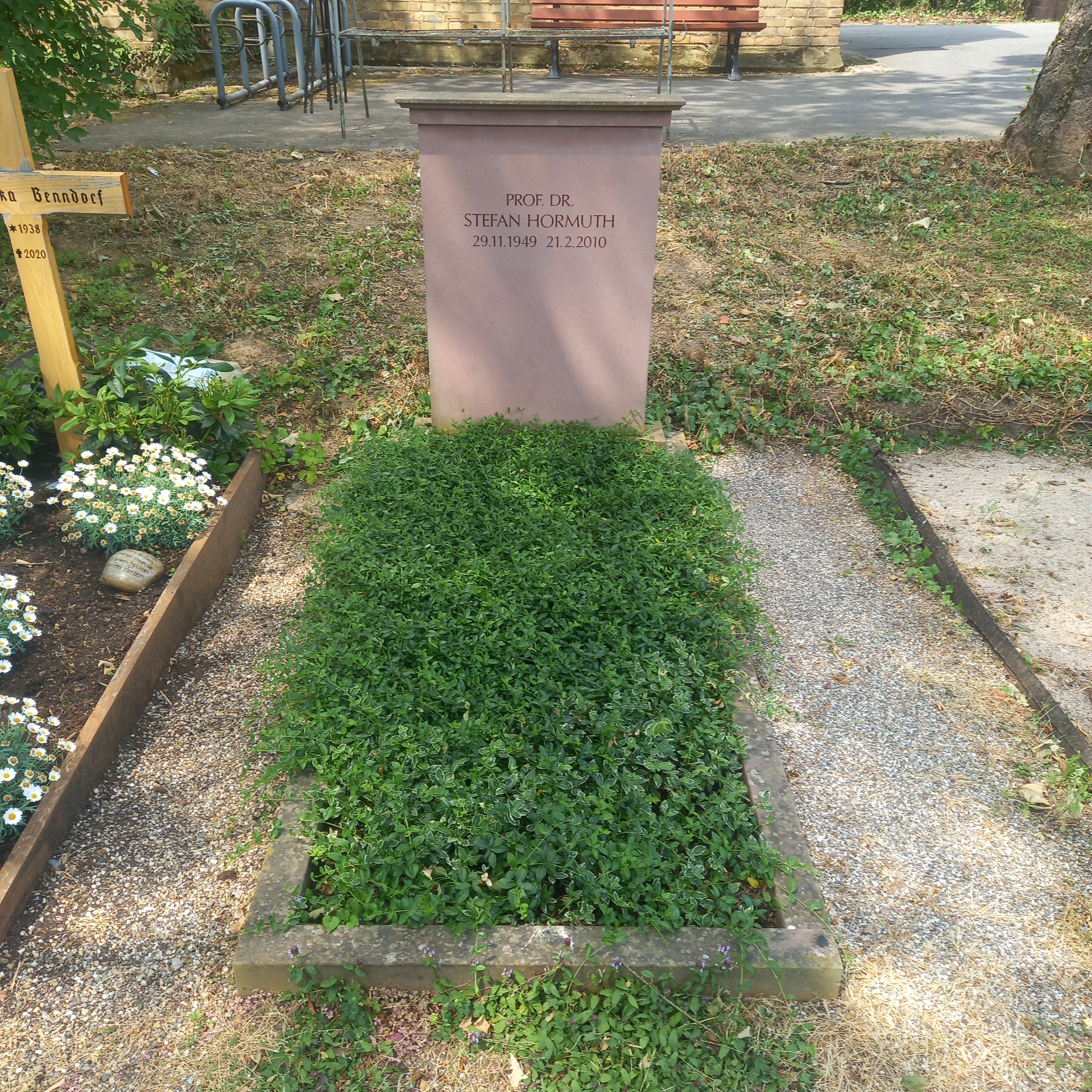
Das Grab von Stefan Hormuth auf dem Friedhof Neuenheim in Heidelberg

Stefan E. Hormuth (* 29. November 1949 in Heidelberg; † 21. Februar 2010 ebenda) war ein deutscher Sozialpsychologe. Zuletzt war er hauptsächlich in hochschul- und wissenschaftspolitischen Wahlämtern tätig: von 1997 bis 2009 als Präsident der Justus-Liebig-Universität Gießen (JLU), von 2001 bis 2007 als Vizepräsident für Internationale Angelegenheiten der Hochschulrektorenkonferenz und von 2008 bis 2010 als Präsident des Deutschen Akademischen Austauschdienstes (DAAD).

## Leben

### Wissenschaft
Nach seinem Studium an den Universitäten Heidelberg und Austin/Texas erlangte Stefan Hormuth 1975 an der Heidelberger Universität das Psychologie-Diplom. Mit einem DAAD-Graduiertenstipendium für die University of Texas in Austin ging er zurück in die USA und promovierte dort 1979. Von 1979 bis 1981 arbeitete er als Postdoctoral Fellow in Sozialpsychologie an der Northwestern University/Evanston in Illinois/USA. Anschließend war er als Hochschulassistent für Sozial- und Ökologische Psychologie an der Universität Heidelberg tätig. Nach seiner Habilitation an der Universität Heidelberg 1987 wurde er dort im selben Jahr zum Professor für Ökologische und Sozialpsychologie ernannt. 1990 folgte er einem Ruf auf die Professur für Sozialpsychologie an die Universität Gießen. Von 1993 bis 1997 war er auf einem gleichnamigen Lehrstuhl an der Technischen Universität Dresden tätig. Er forschte zu grundlegenden und angewandten Fragestellungen im Bereich „Veränderungen der Mensch-Umwelt-Beziehungen“. Er gründete mit den Kollegen Dieter Frey, Peter Gollwitzer, Anne Maass, Norbert Schwarz, Fritz Strack und Robert A. Wicklund die Kurt-Lewin-Gesellschaft (KLG), die sich zweimal jährlich zur Diskussion eigener Ergebnisse mit internationalen Kollegen traf und zu einer Aufbruchstimmung im Fach Sozialpsychologie beitragen sollte; diese Gruppe führte zur Bildung der Fachgruppe Sozialpsychologie der Deutschen Gesellschaft für Psychologie. Er war von 1989 bis 1991 Sprecher dieser Fachgruppe und fungierte von 1990 bis 1994 als Vorstandsmitglied und Schatzmeister.

### Hochschulpolitik
Am 22. Oktober 1997 wählte der Konvent Stefan Hormuth als Nachfolger von Heinz Bauer zum fünften Präsidenten der Justus-Liebig-Universität Gießen. Er trat sein Amt am 16. Dezember 1997 – mitten während der Studierendenproteste des „Lucky Streik“ an. Seine zweite Amtszeit begann im Dezember 2003 und dauerte bis zum 15. Dezember 2009. Sein Nachfolger ist Joybrato Mukherjee.
Er trat in zahlreichen Funktionen und Gremien für die Internationalisierung deutscher Hochschulen ein: Von 2001 bis 2007 war Stefan Hormuth Vizepräsident für Internationale Angelegenheiten der Hochschulrektorenkonferenz (HRK) und wurde 2007 als Nachfolger von Theodor Berchem für die Amtsdauer vom 1. Januar 2008 bis 2011 zum Präsidenten des Deutschen Akademischen Austauschdienstes (DAAD) gewählt. Zudem war er Mitglied im Kuratorium der Christoph-Dornier-Stiftung.
Er starb nach langer schwerer Krankheit in seiner Heimatstadt Heidelberg. Bis zur Wahl von Sabine Kunst zur neuen Präsidentin am 29. Juni führte DAAD-Vizepräsident Max Georg Huber das Amt weiter.

## Ehrungen und Auszeichnungen
Seit 1999 war er Fellow der American Psychological Society (heute: Association for Psychological Science), seit 2001 Mitglied der deutschen Deutschen Fulbright Kommission. Für seinen „besonderen Beitrag für die Zusammenarbeit“ wurde ihm im Dezember 2009 die Ehrendoktorwürde der Staatlichen Universität Kazan, der russischen Partneruniversität der JLU verliehen.

## Werke
- Individuelle Entwicklung, Bildung und Berufsverläufe. Leske und Budrich, Opladen 1996, ISBN 3-8100-1639-X.
- Psychologie im Abfallbereich. Design-Center Stuttgart, Stuttgart 1991.
- The ecology of the self. Relocation and self-concept change. Cambridge University Press, Cambridge 1990.
- als Hrsg.: Sozialpsychologie der Einstellungsänderung. Neue Wissenschaftliche Bibliothek, Band 106. Athenäum Hain Scriptor Hanstein, Königstein/Taunus 1979, ISBN 3-445-01896-0.